# Batalla de Saule
La batalla de Saule tuvo lugar el 22 de septiembre de 1236 entre los Hermanos Livonios de la Espada y los samogitios paganos. Siendo derrotados, el resto de los Hermanos Livonios aceptaron la incorporación a la Orden Teutónica en 1237.
- Saules kauja (‘batalla del Sol’) en letón
- Saulės mūšis (‘batalla del Sol’) en lituano
- Schlacht von Schaulen (‘batalla de Saule’) en alemán

Los Caballeros Livonios, bajo el mando del maestre Volquin, tuvieron serios problemas en la década de 1230, junto con pocos recursos financieros y falta de soldados. En el año 1236 Volquin comandó una guerra, con la ayuda del príncipe de Pskov, hacia el sur en la Samogicia.
Acompañados por cruzados estacionales de Holstein, los Hermanos Livonios saquearon varios poblados de los Žemaičiai o samogitios, quienes habían escapado anteriormente. En su regreso hacia el norte, los caballeros se encontraron con un determinado grupo de samogicios en un vado. Sin querer correr el riesgo de perder a sus caballos en las tierras pantanosas, los cruzados de Holstein rehusaron pelear a pie, forzando a los livonios a acampar para pasar la noche.
Al día siguiente un ejército compuesto de samogicios dirigidos por el duque Vykintas y lituanos comandados por el duque Mindaugas, atacaron al ejército invasor. Las ligeramente armadas fuerzas nativas al mando de los Hermanos Livonios huyeron de la batalla, mientras los caballeros y los cruzados, incluso Volquin, fueron aniquilados.

## Ubicación
La Die livlandische Chronik Hermanns von Wartberge (Chrónicum Livóniae, en latín; 1372) de Hermann von Wartberge relata la batalla ocurrida en «Terram Sauleorum» (Tierra de Saule, cuyo lugar exacto se desconoce). Se cree que pudo haber sido en las cercanías de Šiauliai, en Lituania. O también en las cercanías de la pequeña ciudad de Vecsaule, en lo que es hoy el sur de Letonia.
En letón y en lituano, saule o saulė significa ‘sol’.

## En la cultura popular
La banda letona de metal pagano Skyforger ha grabado una canción titulada Kauja pie Saules, acerca de esta batalla.